# Liste der Monuments historiques in Belval (Ardennes)
Die Liste der Monuments historiques in Belval führt die Monuments historiques in der französischen Gemeinde Belval auf.

## Liste der Objekte
| Bezeichnung                | Beschreibung                                                                          | Standort                        | Kennzeichnung | Schutzstatus | Datum | Bild |
| -------------------------- | ------------------------------------------------------------------------------------- | ------------------------------- | ------------- | ------------ | ----- | ---- |
| Kommuniontisch             | Guss- und Schmiedeeisen, bemalt und vergoldet, 19. Jahrhundert                        | in der Kirche St-Nicolas (Lage) | PM08000717    | Inscrit      | 1972  |      |
| Konsoltisch                | Holz, vergoldet, Marmor, Ende des 18. Jahrhunderts                                    | in der Kirche St-Nicolas (Lage) | PM08000062    | Classé       | 1933  |      |
| Skulptur Madonna mit Kind  | Holz, farbig gefasst und vergoldet, Mitte des 19. Jahrhunderts                        | in der Kirche St-Nicolas (Lage) | PM08000715    | Inscrit      | 1972  |      |
| Hauptaltar                 | Altartisch und Baldachin; Marmor, Holz, farbig gefasst und vergoldet, 18. Jahrhundert | in der Kirche St-Nicolas (Lage) | PM08000063    | Classé       | 1973  |      |
| Skulptur Heiliger Nikolaus | Lindenholz, farbig gefasst und vergoldet, erste Hälfte des 19. Jahrhunderts           | in der Kirche St-Nicolas (Lage) | PM08000716    | Inscrit      | 1972  |      |